# أوغسطين إتش فولسوم
أوغسطين إتش فولسوم (بالإنجليزية: Augustine H. Folsom) هو مصور أمريكي، ولد في 1846، وتوفي في 1926.